# Ликопин
Ликопин  — каротиноидный пигмент, определяющий окраску плодов некоторых растений, например томатов, гуавы, арбуза.  Нерастворим в воде.
Молекулярная формула: C40H56. Ликопин содержится во многих красно-оранжевых частях растений, это главный компонент, определяющий красный цвет плодов томатов.
Ликопин является нециклическим изомером бета-каротина. Защищает части растения от солнечного света и окислительного стресса. В клетках растений ликопин выступает как предшественник всех остальных каротиноидов, включая бета-каротин.
Впервые ликопин был выделен в 1910 году, а структура молекулы была определена к 1931 году.
Зарегистрирован в качестве пищевой добавки с номером E160d.

## Структура и физические свойства
Структурно ликопин представляет собой тетратерпен, собранный из восьми изопреновых единиц. Наличие 11 сопряженных двойных связей обуславливает светопоглощающее свойство ликопина и его способность к лёгкому окислению. При окислении ликопин даёт эпоксиды различного состава. Ликопин поглощает все длины волн видимого света, кроме самых длинных, поэтому он имеет красную окраску.
В растениях и фотосинтетических бактериях ликопин синтезируется в виде полностью-транс-изомера, но в общей сложности возможно существование 72 геометрических стероизомеров молекулы ликопина.
На свету или при нагревании ликопин может подвергнуться изомеризации с образованием цис-изомеров. В человеческом кровотоке различные цис-изомеры составляют больше, чем 60 % от общей концентрации ликопина, но биологические эффекты отдельных изомеров не исследованы. Ликопин не растворим в воде, растворим только в органических растворителях и маслах.

## Биосинтез ликопина в растениях
Ликопин синтезируется растениями и фотосинтетическими бактериями. Схема биосинтеза ликопина у высших растений:
1) Первый этап — формирование изопреновой цепи: из изопренилфосфата в присутствии геранилгеранилсинтазы образуется геранилгеранилпирофосфат.
2) Два геранилгеранилпирофосфата в присутствии фитоенсинтазы образуют фитоен
3) В ходе дегидрирования под действием фитоендесатуразы образуется зета-каротин
4) Дальнейшее дегидрирование под действием зетакаротиндесатуразы приводит к образованию ликопина

## Фармакокинетика
Ликопин не синтезируется в человеческом организме, он поступает только с пищей.
Всасывание ликопина в желудочно-кишечном тракте зависит от наличия в пище жиров. Оптимальная абсорбция достигается при тепловой обработке ликопинсодержащей пищи с жирами. Ликопин в составе липидной мицеллы должен подойти к стенке тонкого кишечника, при этом он располагается в глубине мицеллы. В энтероцит такая мицелла попадает путём пассивной диффузии. В кровоток ликопин выходит в составе хиломикрона. Биодоступность ликопина обычно составляет около 40 %.
В крови ликопин транспортируется вместе с липопротеинами, причем ликопин связывается с липопротеинами низкой плотности (ЛПНП) — в отличие от многих других полярных липофильных антиоксидантов, которые связываются с липопротеинами высокой плотности (ЛПВП). Это, во многом, объясняет важное значение ликопина в защите от окислительного стресса, поскольку именно окисленные ЛПНП (а не ЛПВП) играют основную роль в патогенезе сосудистых заболеваний.
Ликопин из пищи обнаруживается в крови в первые же сутки. Максимум концентрации наблюдается через 24 часа после однократного приема. В тканях ликопин начинает обнаруживаться позднее, приблизительно через месяц регулярного приема. Зависимость между принимаемой дозой и увеличением концентрации в плазме — нелинейная. Например, длительный прием двукратной дозы ликопина приводит к увеличению концентрации в плазме только на 15—30 %. Содержание ликопина в плазме обычно колеблется в широких пределах от 50 до 900 нМ/л и коррелирует с традициями потребления томатов в данной стране или конкретной семье. Существенно меньше ликопина содержится в плазме пожилых людей. Ликопин также обнаруживается в яичках (4,3 нМ/г), надпочечниках (1,9 нМ/г), печени (1,3 нМ/г).
Существует предположение, что каротиноиды могут взаимодействовать между собой при усвоении в желудочно-кишечном тракте человека. Экспериментальные данные свидетельствуют о том, что имеет место небольшой синергический эффект при совместном приеме ликопина и бета-каротина. Возможно, диетарный бета-каротин несколько (порядка 5 %) улучшает усвоение ликопина.

## Отрицательные воздействия
Ликопин нетоксичен, но известны случаи его чрезмерного потребления. В одном случае у женщины среднего возраста, которая долго и чрезмерно употребляла томатный сок, кожа и печень приобрели оранжево-жёлтую окраску и повысился уровень ликопина в крови. После трёх недель на диете, не содержащей ликопин, цвет её кожи возвратился к нормальному. Это окрашивание кожи, известное как ликопенодермия, не является симптомом опасных для жизни и здоровья процессов.

## Содержание ликопина в продуктах питания
Основным диетарным источником являются томаты — до 80 % от общего потребления (в западных странах). В зависимости от сорта, ликопина в них содержится от 5 до 50 мг/кг. Содержание ликопина обычно коррелирует с интенсивностью красной окраски плода. Термическая обработка незначительно влияет на содержание ликопина. Зато упаривание и ужаривание приводит к концентрированию ликопина в конечном продукте. Так, если в свежих томатах содержится до 50 мг/кг, то в кетчупе уже до 140 мг/кг, а в томатной пасте — до 1500 мг/кг.
| Продукты       | Содержание ликопина, мг/кг |
| -------------- | -------------------------- |
| Томаты         | 5—50                       |
| Томатный соус  | 62—134                     |
| Томатная паста | 54—1500                    |
| Грейпфрут      | 34                         |
| Гуава          | 54                         |
| Арбуз          | 23—72                      |

Чемпионом по содержанию ликопина традиционно считаются томаты (хотя это не совсем так). На самом деле первая семерка по содержанию ликопина выглядит так
(усреднённые данные, мкг/кг свежего продукта):
- 1) шиповник — 6800;
- 2) гуава — 5200;
- 3) арбуз — 4500;
- 4) томат — 2600;
- 5) папайя — 1800;
- 6) грейпфрут — 1400;
- 7) сладкий перец — 160.

## Рекомендуемый уровень потребления
Установлено, что западная диета обеспечивает 0,6—1,6 мг ликопина в сутки. В то же время есть данные, что, например, в некоторых регионах Польши люди потребляют в среднем 7,5 мг/сут. Очевидно, что такие различия связаны с ролью томатов в разных диетах.
Согласно Рекомендации по уровню потребления пищевых и биологически активных веществ, следует употреблять порядка 5 мг ликопина в сутки, верхний допустимый уровень потребления — 10 мг в сутки.

## Функции ликопина в организме человека
Несмотря на то, что ликопин относится к каротиноидам, он не обладает А-витаминной активностью.
Основная функция ликопина в человеческом организме — антиоксидантная. Снижение окислительного стресса замедляет развитие атеросклероза, а также обеспечивает защиту ДНК, что может предотвращать онкогенез. Потребление ликопина, а также ликопин-содержащих продуктов приводит к достоверному уменьшению маркеров окислительного стресса у человека. Ликопин самый сильный каротиноид-антиоксидант, присутствующий в крови человека. Несколько пилотных исследований позволяют предположить наличие сигнальной роли ликопина в отношении некоторых клеточных культур. В частности, предполагается, что ликопин может замедлять пролиферацию клеток как сигнальный метаболит.

### Профилактика онкологических заболеваний
Проведено порядка ста исследований по профилактике онкологических заболеваний с помощью ликопина или ликопин-содержащих продуктов. Данные противоречивые, что связано с косвенным характером экспериментов. Установлено, что риск развития некоторых видов рака обратно пропорционален содержанию в крови (или суточному потреблению) ликопина. Такие выводы можно сделать в отношении рака простаты, желудка и легких.

### Профилактика сердечно-сосудистых заболеваний
Показано, что риск развития атеросклероза и связанных с ним ишемических заболеваний обратно пропорционален содержанию в крови (или суточному потреблению) ликопина. Причём более выражена обратная зависимость: низкий уровень ликопина увеличивает риск развития сердечно-сосудистых заболеваний. Систематический обзор и метаанализ рандомизированных исследований показал, что добавка ликопина оказывает благотворное влияние на уровни артериального давления, значительно снижала систолическое и диастолическое артериальное давление у гипертоников.

### Профилактика заболеваний глаз
Продукт окисления ликопина — 2,6-циклоликопин-1,5-диол был обнаружен в сетчатке глаза человека и обезьяны.
Высокий уровень ликопина обнаружен не только в пигментном эпителии сетчатки, но и в цилиарном теле человека. Сетчатка является почти прозрачной тканью, поэтому пигментный эпителий и сосудистая оболочка подвергаются воздействию света, и каротиноиды, в том числе ликопин, также играют здесь роль защиты от индуцированного светом повреждения. Ликопин, как неспецифический антиоксидант, замедляет перекисные процессы в тканях, в том числе в хрусталике. В клиническом исследовании обнаружена обратная зависимость между содержанием ликопина в крови и риском развития катаракты. Не обнаружено зависимости между уровнем потребления ликопина и риском развития дистрофии жёлтого пятна, а также глаукомы.

### Воспалительные заболевания
Есть сведения, что ликопин может применяться как лечебное средство при некоторых воспалительных заболеваниях. Так, положительный результат был достигнут при лечении гингивита ликопином (8 мг/сут).

### Борьба с ожирением
В опытах ликопин защищал от набора веса лучше, чем эстрогены. Ученые предположили, что ликопин способствует улучшению работы печени и ускоряет расщепление жиров.

## Промышленное получение

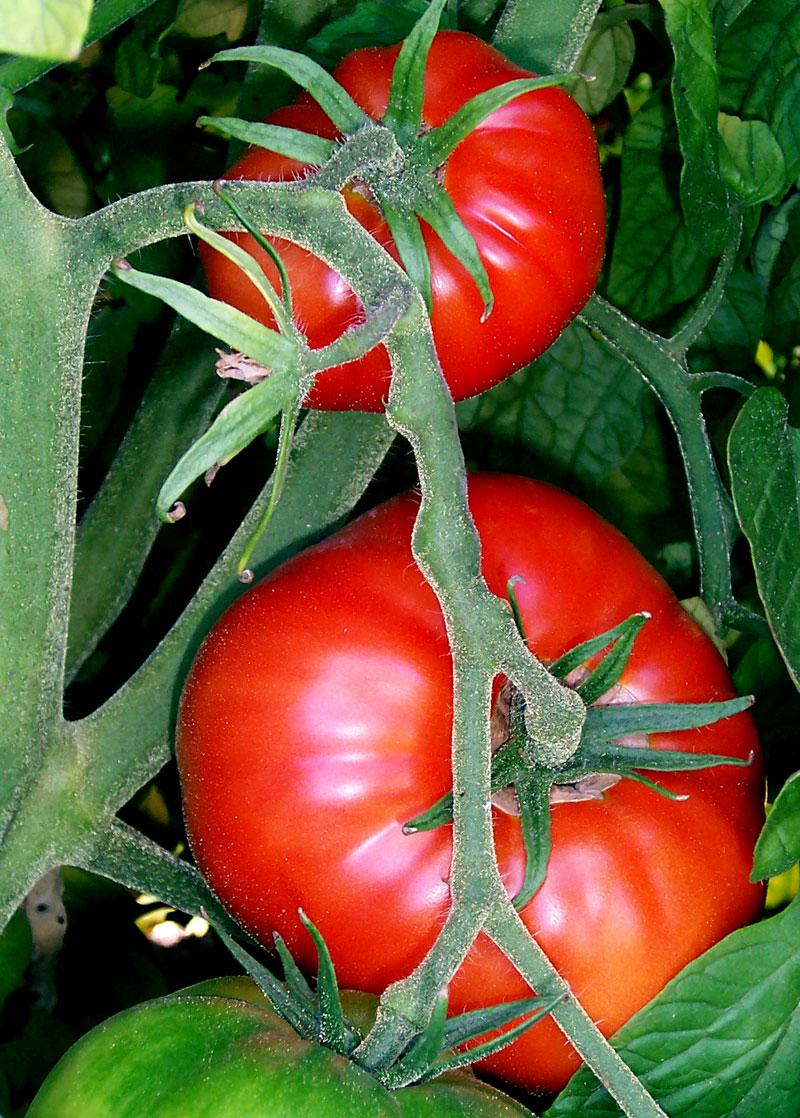
Спелый помидор — иллюстрация цвета ликопина

Получают ликопин либо путём экстракции из растений (томатов), либо путём биотехнологического синтеза из биомассы гриба Blakeslea trispora. Экстракция — более распространенный и дорогой путь, и до сих пор ведется поиск оптимальных растворителей ликопина. Биотехнологический путь более дешевый. Помимо Blakeslea trispora, ликопин возможно получать из рекомбинантной кишечной палочки.

## Использование
Ликопин зарегистрирован в качестве разрешённой пищевой добавки к пище и имеет номер E160d (относится к красителям). Используется в фармацевтической и косметической промышленности в качестве биологически активной добавки к пище (как активное вещество) и в качестве красителя.
Объединённый экспертный комитет ФАО/ВОЗ по пищевым добавкам (JECFA) в 2006 году установил допустимое суточное потребление (ДСП) ликопина как пищевой добавки в количестве 0,5 мг/кг массы тела. В 2008 году Европейское агентство по безопасности продуктов питания (EFSA) согласилось с позицией учёных JECFA, однако уточнило, что текущее потребление ликопина из продуктов питания и в качестве пищевой добавки может превышать ДСП для некоторых групп населения.